# 人生はまだ語れない
「人生はまだ語れない」は、1976年11月25日にビクターレコードより発売された橋幸夫の132枚目のシングルである（SV-6124）。

## 概要
- 楽曲の制作のきっかけは、橋が、「（デビューから10年以上たって、自分の歌手人生）を謳ったようなリアリティのある」楽曲を、恩師の吉田正に相談しながら、作詞家の千家和也に詞の制作を依頼した[1]ことで、実現に到った。
- 本楽曲制作の2年前（1974年）、千家和也作詞、吉田正作曲で橋が歌った「京ごよみ -沖田総司-」は、第16回日本レコード大賞の中山晋平・西条八十賞を受賞したが、その年、橋は、NETテレビ（現・テレビ朝日）の日曜20時枠で放送された連続テレビ時代劇「ご存じ金さん捕物帳」で主演し、主題歌となる「噂の金四郎」を千家和也作詞、橋幸夫作曲（名義はペンネームの風間史郎）で発表している。また、75年には、オリジナルアルバム「源氏物語」の制作にあたり、全曲の作詞を千家に依頼（作曲は全曲すぎやまこういち）して共同制作していることもあり、千家への作詞依頼となった。
- 橋は「まだまだ人生を語れる年じゃないけど、一生懸命に歌を唄ってきた（自分に）、....特にステージでのフィナーレにふさわしい曲」だったと回想している[2]。
- c/wの「あの娘について」も、作詞、作・編曲とも本曲と同一である。
- 作詞の千家和也と橋は、その後のリバスター時代でも「ささえ」（7RC-006）で共演し、楽曲を発表している。

## 収録曲
1. 人生はまだ語れない
作詞：千家和也、作・編曲：吉田正
2. あの娘について
作詞：千家和也、作・編曲：吉田正

## 収録アルバム
- 『橋幸夫が選んだ橋幸夫ベスト40曲』（2000.10.04）
- 『＜TWIN BEST＞』（1998.11.06）